# Trois Minutes de silence
Pour plus de détails, voir Fiche technique et Distribution.
Trois minutes de silence (russe : Снегирь, Sneguir) est un film catastrophe russe réalisé par Boris Khlebnikov et sorti en 2023.
Il s'agit d'une adaptation du roman éponyme de Gueorgui Vladimov, paru en 1978. L'intrigue du roman a été modernisée pour correspondre aux années 2020.

## Synopsis
Un bateau de pêche bien usé, le « Bouvreuil », sillonne la mer à la recherche d'une bonne pêche. L'équipage est constituée de personnalités diverses, mais tous ont du caractère, tout en étant persévérants et déterminés, animés par le désir de travailler et d'obtenir au moins un peu d'argent pour leur dur labeur. Et à la maison, la plupart d'entre eux sont attendus par leur famille et leurs proches.
Mais cette fois-ci, deux blogueurs vidéo ont réussi à se frayer un chemin jusqu'aux marins : Nikita et Maxime. Les deux hommes sont partis pour une promenade de santé au large, mais la réalité n'est pas celle qu'ils imaginaient : un tangage à se retourner le ventre, des vents violents, un froid glacial, agrémenté d'une odeur insupportable de poisson et d'un équipage peu amène.
Soudain, une violente tempête s'abat sur eux, et ils se retrouvent dans une situation déplorable. Mais il se pourrait que quelqu'un soit encore plus mal en point que ces héros, et qu'une aide urgente est nécessaire.

## Fiche technique
- Titre original : Trois minutes de silence[2]
- Titre original russe : Снегирь, Sneguir[3]
- Réalisation : Boris Khlebnikov
- Scénario : Boris Khlebnikov, Natalia Mechtchaninova, d'après le roman Trois Minutes de silence de Gueorgui Vladimov, paru en 1978[4]
- Photographie : Alicher Khamidkhodjaïev (ru)
- Montage : Ivan Lebedev
- Musique : Maxime Belovolov
- Décors : Olga Khlebnikova
- Production : Natalia Drozd, Sergueï Selianov
- Sociétés de production : CTB, Globus-Film
- Pays de production :  Russie
- Langue originale : russe
- Format : couleur
- Genres : film catastrophe
- Durée : 116 minutes
- Date de sortie :
  - Russie : 20 avril 2023 (Festival du film de Moscou) ; 8 juin 2023 (sortie nationale)

## Distribution
- Alexandre Robak : Guennadi
- Timofeï Tribountsev (ru) : Yourik
- Ievgueni Souty (ru) : le grand-père
- Makar Khlebnikov (ru) : Nikita
- Sergueï Nassedkine : Vitia
- Mikhaïl Kremer : Serega
- Oleg Savostiouk : Maxime

## Production
Le tournage débute en juin dans un immense pavillon situé sur le site d'un ancien entrepôt près de Saint-Pétersbourg et dure jusqu'à la mi-août, après quoi les cinéastes eux-mêmes se sont rendus à plusieurs reprises à Mourmansk et à Teriberka, dans l'oblast de Mourmansk, ainsi que dans la mer de Barents pour filmer des paysages qui auraient été impossibles de reproduire en studio, jusqu'à la fin du mois de septembre 2021.